# Ditrichum julaceum
Ditrichum julaceum là một loài rêu trong họ Ditrichaceae. Loài này được Dozy & Molk. I. Hagen mô tả khoa học đầu tiên năm 1915.